# Protocolo de audio digital
Un protocolo de audio digital es un protocolo de comunicación (un estándar) que permite transmitir en tiempo real la señal digital entre dos sistemas digitales.
Los protocolos más utilizados son:
1. Protocolo AES/EBU. Utiliza una interfaz RS-422 de dos canales con líneas balanceadas que acaban en conectores XLR-3 o D-sub (conector multipin que utilizan, por ejemplo, los cables SCSI).
2. Protocolo AES3-ID.
3. Protocolo S/PDIF. Utiliza el formato de interfaz digital desarrollado por Sony y Phillips. En esencia, es una versión del protocolo AES/EBU, sin embargo, utiliza no balanceada y, por tanto, conectores RCA o fibras ópticas. Este protocolo se utiliza con el formato DAT y en los lectores de CD.
4. Protocolo SDIF-2. Utiliza un formato de interfaz digital Sony, con líneas desbalanceadas de 75 ohms y conectores BNC. El protocolo SDITF-2 es utilizado por los formatos ditilas basados en cinta magnética digital de vídeo que utilizan el códec PCM.
5. Protocolo MADI.
6. Protocolo IEC958.
7. Protocolo Open Sound Control (OSC).
8. Protocolo Dante

- Datos: Q6088606